# Parornix tenella
Parornix tenella är en fjärilsart som först beskrevs av Hans Rebel 1919.  Parornix tenella ingår i släktet Parornix och familjen styltmalar.
Artens utbredningsområde är:
- Österrike.
- Tjeckien.
- Slovakien.
- Ungern.
- Italien.
- Rumänien.
- Spanien.
- Ukraina.
- Kroatien.

Inga underarter finns listade i Catalogue of Life.